# 권대운
권대운(權大運, 1612년 ~ 1699년)은 조선 후기의 문신, 정치인이다. 자는 시회(時會), 호는 석담(石潭). 남인 중진 문신으로 허적과 함께 탁남의 지도자였다. 예조판서를 지낸 권협의 손자로, 본관은 안동(安東)이다.

## 생애
1642년, 진사가 되고 1649년, 별시문과에 을과로 급제하여 정언이 되었다. 이후 지평, 헌납, 장령, 감찰, 이조정랑, 응교, 사간 등의 청요직을 거쳐 승지가 되었다. 이후 형조참의, 병조참의, 예조참의와 좌승지를 거쳐 한성부우윤, 형조참판, 개성유수 등을 거쳐 1666년, 평안도 관찰사가 되고 이어 대사간, 함경도 관찰사까지 되었다. 1670년, 호조판서로 발탁되고 그 뒤 형조판서, 도승지를 거쳐 우참찬이 되고 판의금부사, 한성부판윤을 겸임하고 1674년 제2차 예송 논쟁으로 갑인환국이 단행되자 중앙으로 복귀하였다. 숙종이 즉위하자 예조판서를 거쳐 병조판서가 되었다. 그러나 송시열을 처형할 것을 주장한 허목, 윤휴에 반대하여 허적과 함께 탁남의 지도자가 되었다. 이어 우의정으로 승진했다가 1680년(숙종 6년) 보사원종공신 1등(保社原從功臣一等)에 책록되었다.
그해 좌의정으로 승진했으나 경신대출척으로 파직되고 다시 판중추부사 좌천에 이어 영일에 위리안치되고, 1689년 남인이 집권하자 마자 다시 복귀하여 영중추부사를 거쳐 1690년, 영의정이 되었다. 그리고 궤장을 하사받고 기로소에 들어갔으나 1694년, 갑술환국으로 파직되었다. 그리고 다시 절도에 안치되었다가 귀향하여 고향으로 돌아갔다. 1697년 복권되었다가 1701년 무고의 옥으로 관작을 추탈당했다. 1795년 10월 남인 인사들이 복권될 때 복관되었다.

## 가족 관계
- 증조부 : 권상(權常)
  - 할아버지 : 권협(權悏)
    - 아버지 : 권근중(權謹中)
    - 어머니 : 이유혼(李幼渾)의 딸
      - 부인 : 단양 우씨 - 우정(禹鼎)의 딸
        - 장남 : 권위(權瑋)
        - 자부 : 이덕주의 딸
          - 손자 : 권중경(權重經)

        - 차남 : 권규(權珪, 1648 ~ 1722)

## 같이 보기
- 예송
- 허적
- 허목
- 삼복의 변
- 윤휴
- 윤선도
- 목내선
- 청남
- 탁남

## 권대운이 등장하는 작품
- 《장희빈》(1995, SBS, 배역: 이정웅)